# Federico Francesco IV di Meclemburgo-Schwerin
Federico Francesco IV di Meclemburgo-Schwerin, in tedesco Großherzog Friedrich Franz IV von Mecklenburg-Schwerin (Palermo, 9 aprile 1882 – Flensburgo, 17 novembre 1945), è stato l'ultimo granduca di Meclemburgo-Schwerin dal 1897 al 1918 e reggente di Meclemburgo-Strelitz dal febbraio al novembre 1918.

## Biografia

### I primi anni

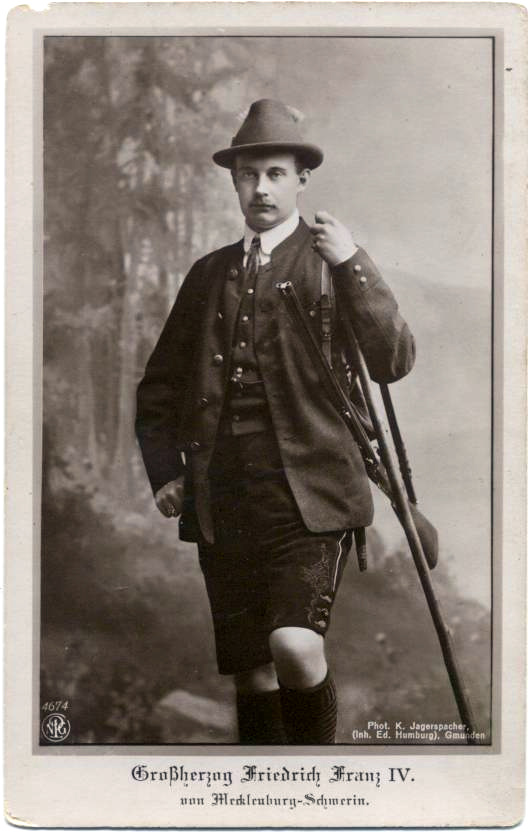
Federico Francesco, 1904

Nato a Palermo, Federico Francesco era figlio del granduca Federico Francesco III di Meclemburgo-Schwerin e della granduchessa Anastasija Michajlovna di Russia. Succedette al padre il 10 aprile 1897 sotto la tutela di suo zio, il duca Giovanni Alberto di Meclemburgo-Schwerin, fino al raggiungimento della maggiore età, il 9 aprile 1901. Nel 1903 comparve nel documentario King Christian IX Receives Grand Duke Friedrich-Franz ("Il re Cristiano IX riceve il granduca Federico-Francesco").

### L'ascesa a due troni
A seguito del suicidio di Adolfo Federico VI di Meclemburgo-Strelitz, ottenne la reggenza di Strelitz, dal momento che l'erede legittimo, il conte di Carlow Carlo Michele di Meclemburgo-Strelitz, in servizio presso l'esercito russo, aveva rinunciato ai propri diritti al trono.
Durante la prima guerra mondiale, malgrado la sua posizione di generale, non ottenne alcun comando nell'esercito imperiale, ma si limitò come principe a visitare le truppe del Meclemburgo impegnate sul fronte occidentale. Malgrado il peggiorare degli eventi bellici nel corso della grande guerra, Federico Francesco non perse però mai il suo stile di vita relativamente lussuoso, dedicandosi abitualmente alla caccia ed agli svaghi.
Intuendo i drammatici eventi della fine della guerra, nel primo autunno del 1918 il granduca organizzò una revisione più democratica della costituzione dello stato, grazie al suo primo ministro Adolf Langfeld, ma venne costretto ad abdicare il 14 novembre 1918 a seguito della sconfitta dell'Impero di Germania nella prima guerra mondiale, sebbene inizialmente si fosse mostrato contrario al cessate il fuoco ordinato dal kaiser. Il suo governo aveva seguito una linea conservatrice, che impedì alla regione di industrializzarsi come avvenne nel resto della Germania.

### La vita dopo l'abdicazione

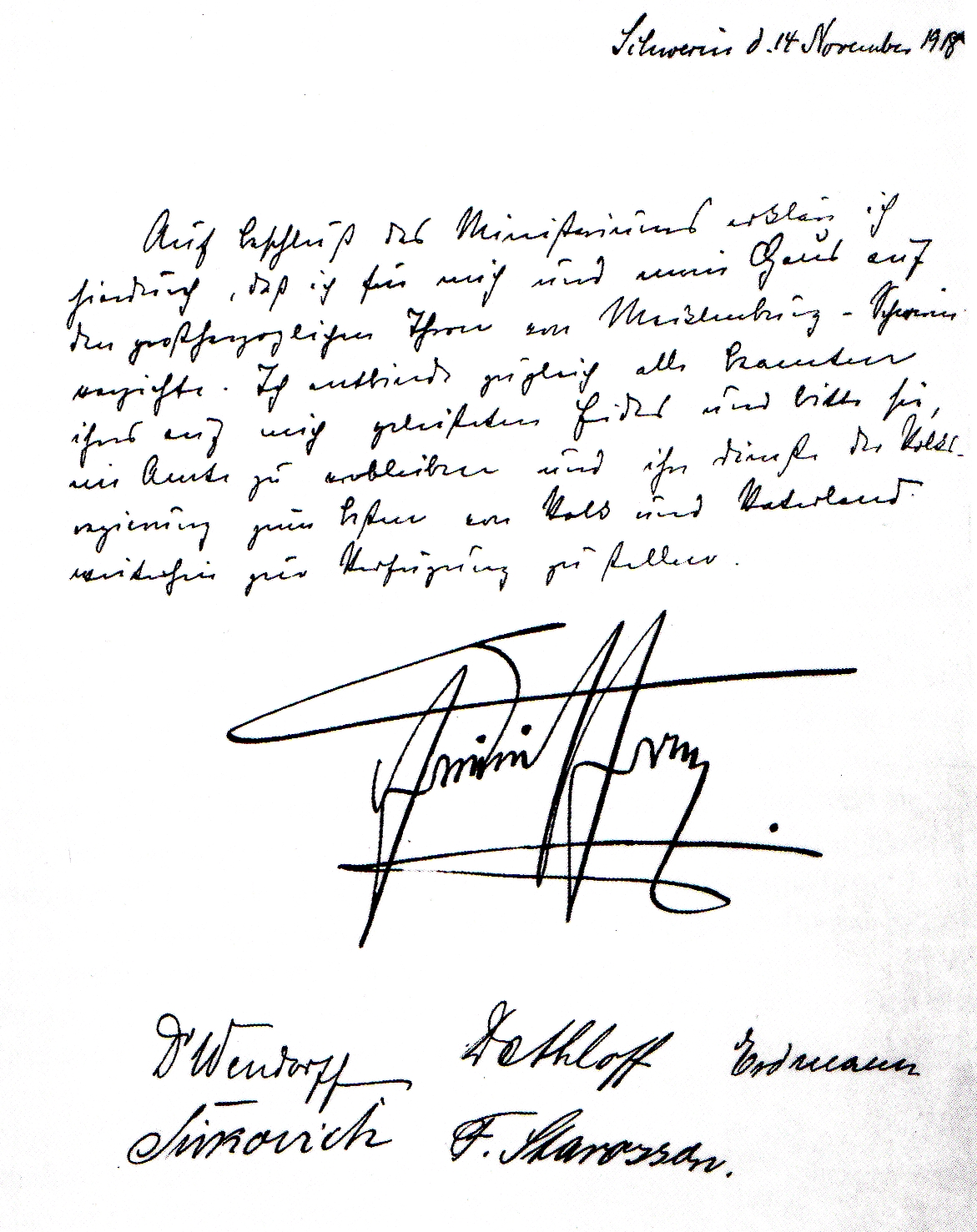
Il documento di abdicazione sottoscritto personalmente da Federico Francesco IV di Meclemburgo-Schwerin

Con la rivoluzione tedesca del 1918, la famiglia granducale del Meclemburgo-Schwerin venne espropriata dei propri possedimenti, ma Federico Francesco IV riuscì a ottenere che gli venisse riconosciuta una forte indennità per la sua rinuncia al trono; con questa somma riacquistò nel 1919 il castello di caccia di Gelbensande e visse in quel luogo sino al 1921. Successivamente e sino al 1945 visse al castello di Ludwigslust, dove l'Alexandrinen-Cottage era rimasto di sua proprietà. Nel 1945, con l'avanzata dell'Armata Rossa, la famiglia granducale fuggì al castello di Glücksburg; qui Federico Francesco si ammalò a causa dell'inadeguata assistenza medica e nutrizionale e non riuscì a ripartire alla volta della capitale della Danimarca, ove la sorella maggiore, regina, gli avrebbe offerto sicuro rifugio.
Morì a 63 anni il 17 novembre 1945 a Flensburgo, poco dopo il trasferimento dell'intera famiglia nello Schleswig-Holstein. Questo trasferimento era dovuto al fatto che il 9 novembre di quell'anno il granduca era entrato sotto la custodia della 6ª sezione di sicurezza della RAF, accusato di collaborazionismo con i nazisti a causa anche dell'adesione del suo figlio primogenito alla causa hitleriana. Dopo la sua morte, gli succedette come capo della casata il figlio maggiore, Federico Francesco, sino a quando questi non contrasse matrimonio morganatico ed a quel punto il diritto di successione venne concesso al fratello minore Cristiano Luigi, che aveva sposato un'aristocratica.
Federico Francesco dal 1901 era stato membro dei Corps Borussia Bonn e dal 1933 dei Corps Visigothia Rostock.

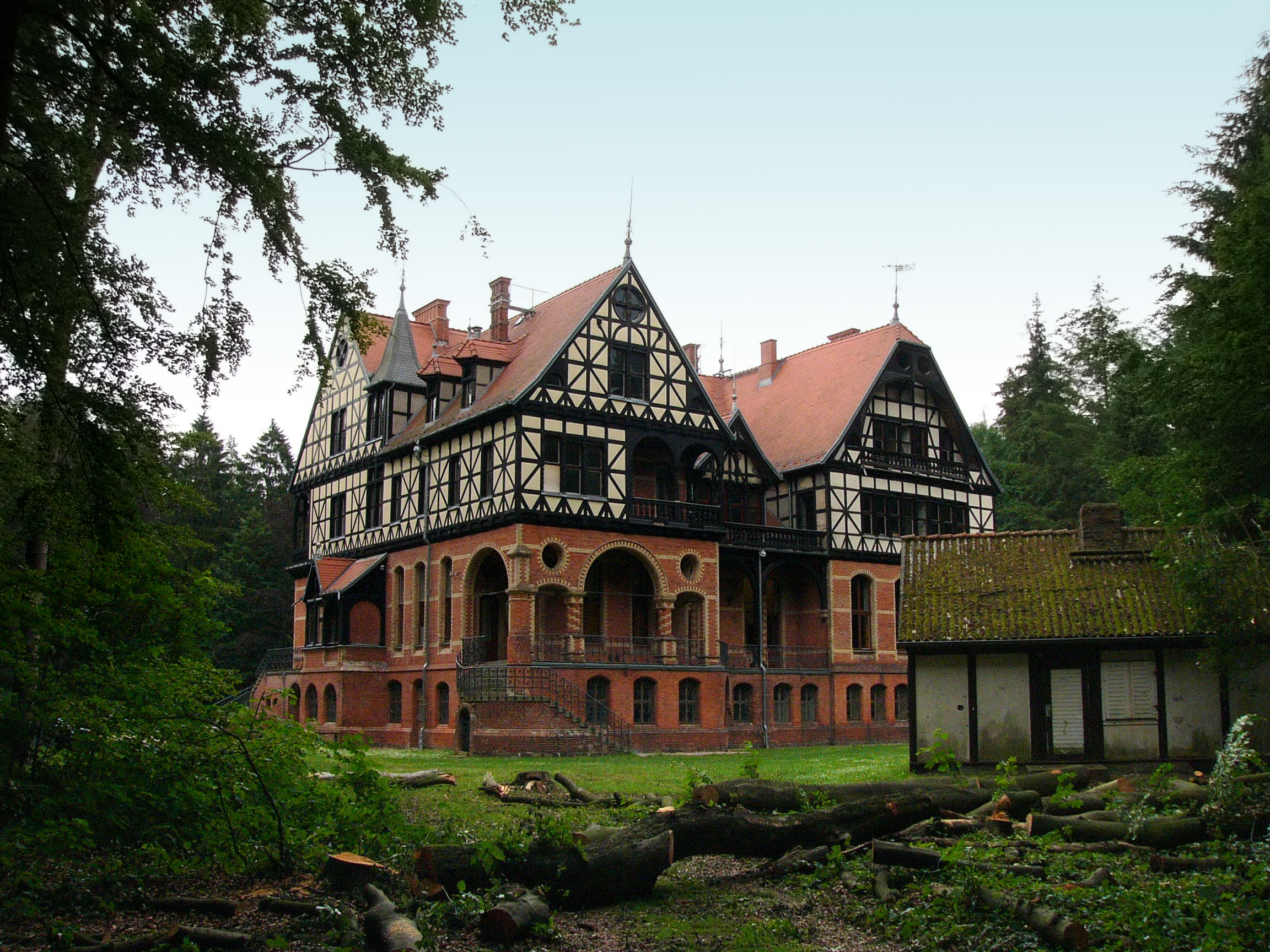
Il castello di caccia di Gelbensande (2007)
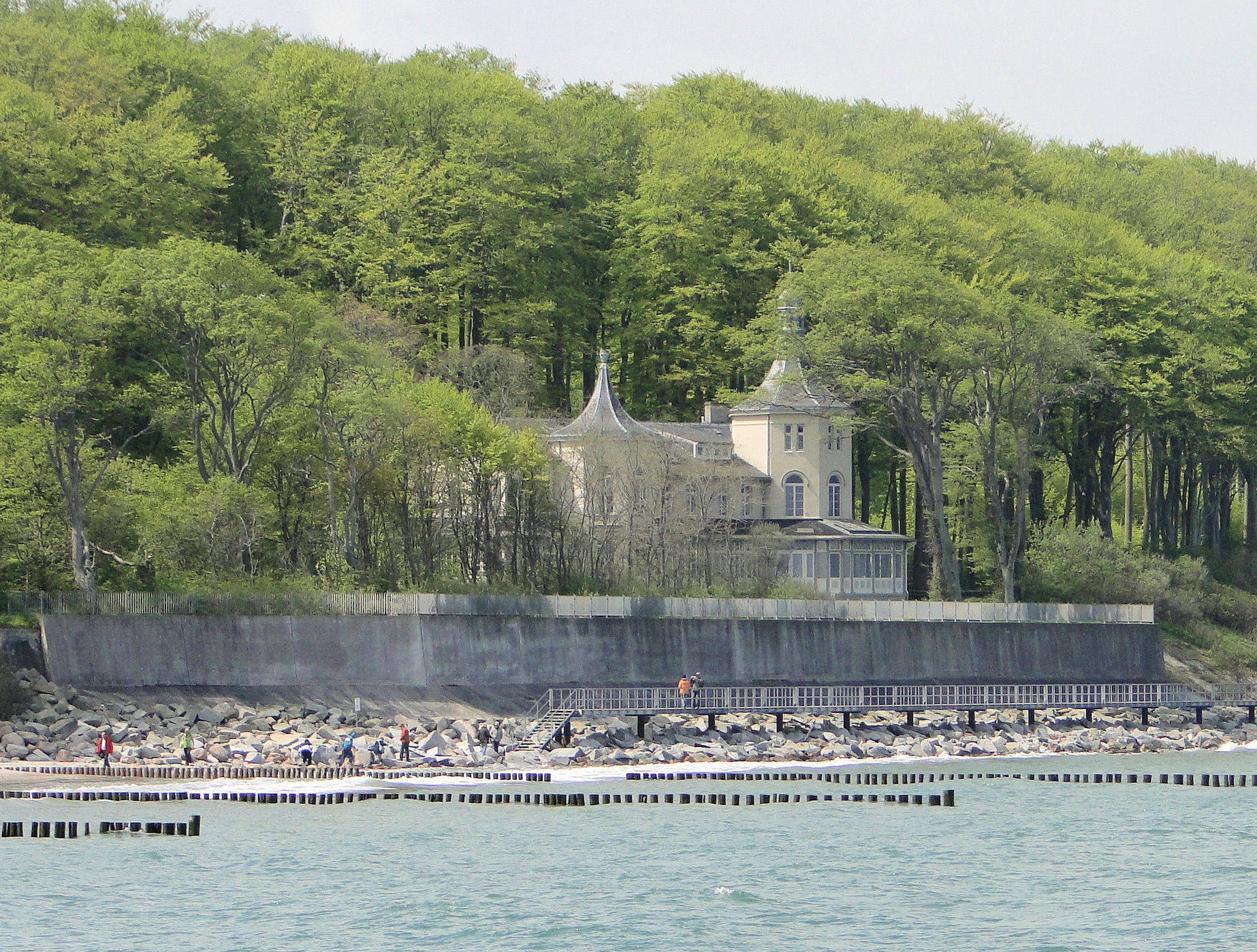
L'Alexandrinen-Cottage (2010) dalla riva del fiume Seebrücke
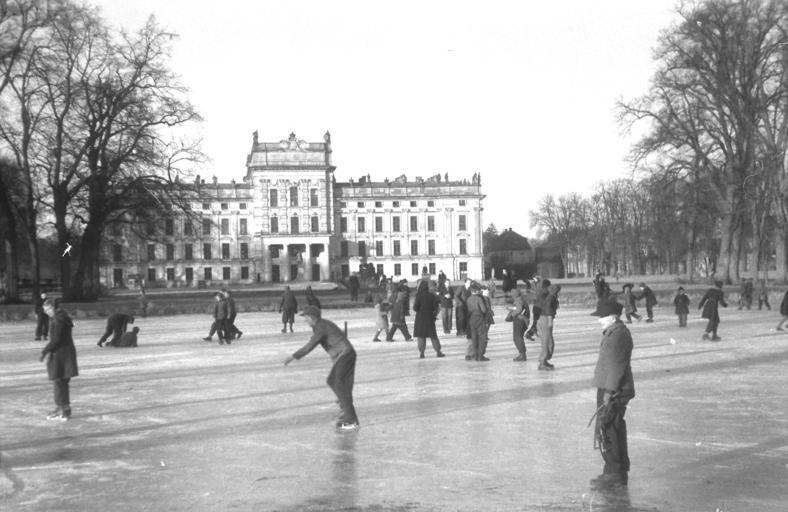
Il castello di Ludwigslust (1949)

## Matrimonio e figli

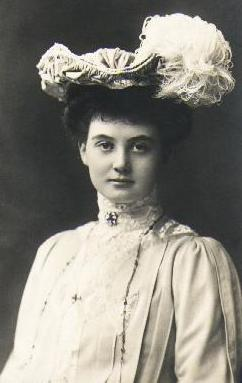
La granduchessa Alessandra di Hannover e Cumberland

A Gmunden, il 7 giugno 1904, Federico Francesco IV sposò la principessa Alessandra di Hannover e Cumberland (1882–1963), figlia di Ernesto Augusto di Hannover e della principessa Thyra di Danimarca. La coppia ebbe cinque figli:
- Federico Francesco (22 aprile 1910 – 31 luglio 2001), granduca ereditario
- Cristiano Luigi (29 settembre 1912 – 18 luglio 1996), capo della casata dal 1945, sposò la principessa Barbara di Prussia, figlia del principe Sigismondo
- Olga (1916–1917)
- Thyra (18 giugno 1919 - 27 settembre 1981)
- Anastasia (11 novembre 1922 – 25 gennaio 1979), sposò il principe Federico Ferdinando di Schleswig-Holstein-Sonderburg-Glücksburg

## Ascendenza
|                                                |                    |                                  | Genitori                           |  |  | Nonni |  |  | Bisnonni                               |  |  | Trisnonni                                 |  |
|                                                |                    |                                  |                                    |  |  |       |  |  | Paolo Federico di Meclemburgo-Schwerin |  |  | Federico Ludovico di Meclemburgo-Schwerin |  |
|                                                |                    |                                  |                                    |  |  |       |  |  | Paolo Federico di Meclemburgo-Schwerin |  |  | Federico Ludovico di Meclemburgo-Schwerin |  |
|                                                |                    | Elena Pavlovna Romanova          |                                    |  |  |       |  |  | Paolo Federico di Meclemburgo-Schwerin |  |  |                                           |  |
| Federico Francesco II di Meclemburgo-Schwerin  |                    |                                  |                                    |  |  |       |  |  | Paolo Federico di Meclemburgo-Schwerin |  |  |                                           |  |
|                                                |                    | Alessandrina di Prussia          | Federico Guglielmo III di Prussia  |  |  |       |  |  |                                        |  |  |                                           |  |
|                                                |                    | Alessandrina di Prussia          | Federico Guglielmo III di Prussia  |  |  |       |  |  |                                        |  |  |                                           |  |
|                                                |                    | Alessandrina di Prussia          | Luisa di Meclemburgo-Strelitz      |  |  |       |  |  |                                        |  |  |                                           |  |
| Federico Francesco III di Meclemburgo-Schwerin |                    | Alessandrina di Prussia          |                                    |  |  |       |  |  |                                        |  |  |                                           |  |
|                                                |                    | Enrico LXIII di Reuss-Köstritz   | Enrico VI di Reuss-Köstritz        |  |  |       |  |  |                                        |  |  |                                           |  |
|                                                |                    | Enrico LXIII di Reuss-Köstritz   | Enrico VI di Reuss-Köstritz        |  |  |       |  |  |                                        |  |  |                                           |  |
|                                                |                    | Enrico LXIII di Reuss-Köstritz   | Enrichetta Casado y Huguetan       |  |  |       |  |  |                                        |  |  |                                           |  |
| Augusta di Reuss-Köstritz                      |                    | Enrico LXIII di Reuss-Köstritz   |                                    |  |  |       |  |  |                                        |  |  |                                           |  |
|                                                |                    | Eleonora di Stolberg-Wernigerode | Enrico di Stolberg-Wernigerode     |  |  |       |  |  |                                        |  |  |                                           |  |
|                                                |                    | Eleonora di Stolberg-Wernigerode | Enrico di Stolberg-Wernigerode     |  |  |       |  |  |                                        |  |  |                                           |  |
|                                                |                    | Eleonora di Stolberg-Wernigerode | Giovanna di Schönburg-Waldenburg   |  |  |       |  |  |                                        |  |  |                                           |  |
| Federico Francesco IV di Meclemburgo-Schwerin  |                    | Eleonora di Stolberg-Wernigerode |                                    |  |  |       |  |  |                                        |  |  |                                           |  |
|                                                | Nicola I di Russia | Paolo I di Russia                |                                    |  |  |       |  |  |                                        |  |  |                                           |  |
|                                                | Nicola I di Russia | Paolo I di Russia                |                                    |  |  |       |  |  |                                        |  |  |                                           |  |
|                                                | Nicola I di Russia | Sofia Dorotea di Württemberg     |                                    |  |  |       |  |  |                                        |  |  |                                           |  |
| Michail Nikolaevič Romanov                     | Nicola I di Russia |                                  |                                    |  |  |       |  |  |                                        |  |  |                                           |  |
|                                                |                    | Carlotta di Prussia              | Federico Guglielmo III di Prussia  |  |  |       |  |  |                                        |  |  |                                           |  |
|                                                |                    | Carlotta di Prussia              | Federico Guglielmo III di Prussia  |  |  |       |  |  |                                        |  |  |                                           |  |
|                                                |                    | Carlotta di Prussia              | Luisa di Meclemburgo-Strelitz      |  |  |       |  |  |                                        |  |  |                                           |  |
| Anastasija Michajlovna Romanova                |                    | Carlotta di Prussia              |                                    |  |  |       |  |  |                                        |  |  |                                           |  |
|                                                |                    | Leopoldo di Baden                | Carlo Federico di Baden            |  |  |       |  |  |                                        |  |  |                                           |  |
|                                                |                    | Leopoldo di Baden                | Carlo Federico di Baden            |  |  |       |  |  |                                        |  |  |                                           |  |
|                                                |                    | Leopoldo di Baden                | Luisa Carolina Geyer di Geyersberg |  |  |       |  |  |                                        |  |  |                                           |  |
| Cecilia di Baden                               |                    | Leopoldo di Baden                |                                    |  |  |       |  |  |                                        |  |  |                                           |  |
|                                                |                    | Sofia Guglielmina di Svezia      | Gustavo IV Adolfo di Svezia        |  |  |       |  |  |                                        |  |  |                                           |  |
|                                                |                    | Sofia Guglielmina di Svezia      | Gustavo IV Adolfo di Svezia        |  |  |       |  |  |                                        |  |  |                                           |  |
|                                                |                    | Sofia Guglielmina di Svezia      | Federica di Baden                  |  |  |       |  |  |                                        |  |  |                                           |  |
|                                                |                    | Sofia Guglielmina di Svezia      |                                    |  |  |       |  |  |                                        |  |  |                                           |  |